# Colonia Cecilia
La Colonia Cecilia fue una comunidad utópica situada en el estado de Paraná en Brasil entre 1890 y 1894, ideada por inmigrantes italianos dentro del contexto de la política del Estado brasileño de promoción de la colonización agraria de Brasil por parte de inmigrantes europeos. La idea de construir una comunidad nació del agrónomo italiano Giovanni Rossi (1856-Pisa 1943), periodista y militante de la anarcosindicalista Asociación Internacional de los Trabajadores. El 20 de febrero de 1890 partió el barco "Ciudad de Génova" con destino a Brasil. A bordo se encontraban anarquistas y socialistas, especialmente de nacionalidad italiana, que querían lograr en Palmeira (Paraná, Brasil) una articulación que gobernaría de acuerdo con los principios del comunismo anarquista.

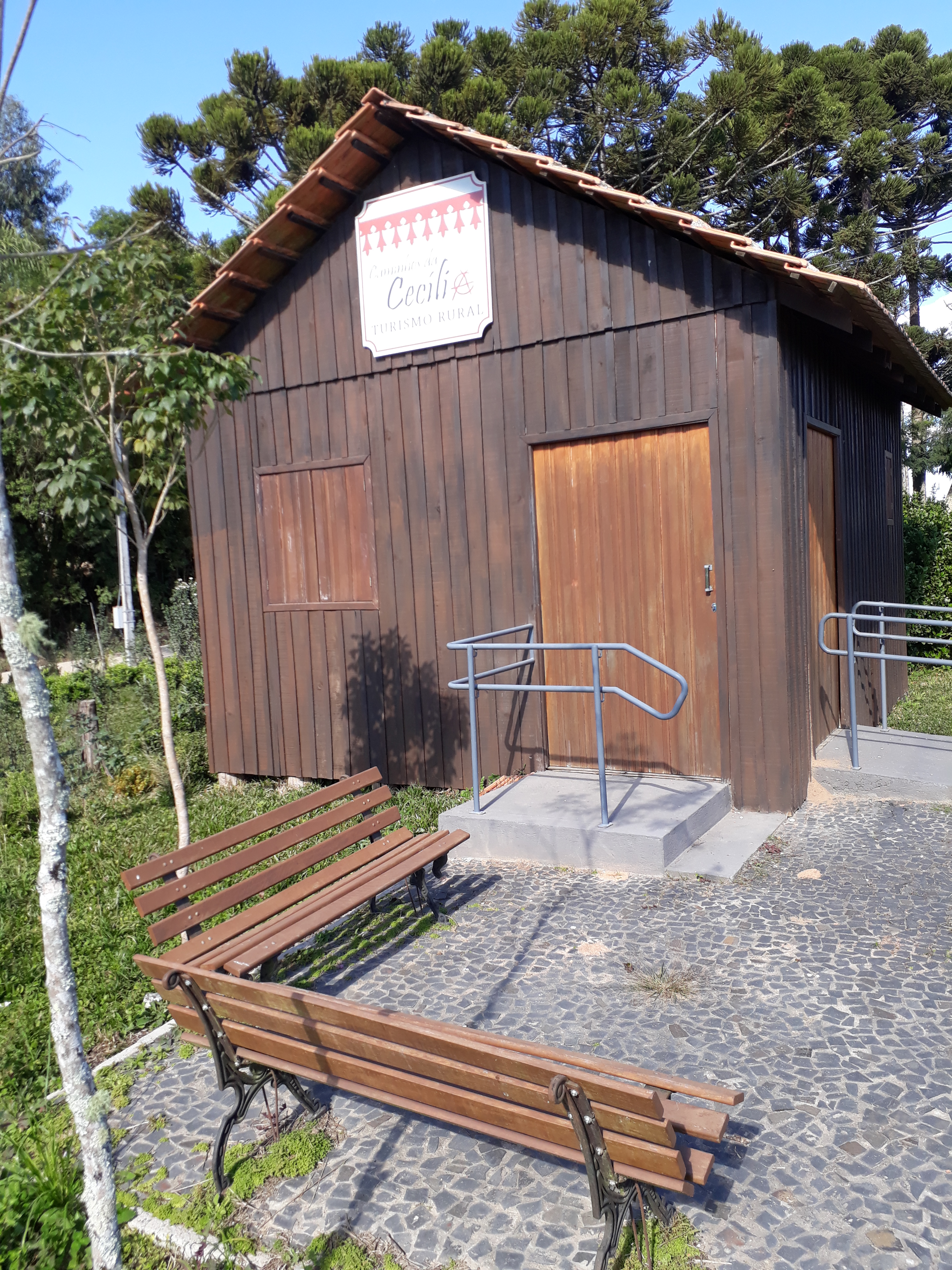
Casa memorial Colonia Cecília.

La comuna se componía de decenas de casas de madera, algunas de las cuales se usaban como almacenes, cocinas, refectorios y establos. Además del cultivo de la tierra, se construyeron una fábrica de zapatos y una carpintería con un laboratorio adjunto para la construcción de barriles. Hubo una escuela en la que el aspecto pedagógico se inspiró en sistemas pedagógicos alternativos. Se enseñaba la escritura, la lectura, las matemáticas e idiomas.  
El experimento de la Colonia Cecilia terminó por varias razones: la nueva república brasileña obligó a los habitantes a pagar impuestos; en segundo lugar, la hostilidad de la comunidad polaca cercana, fuertemente católica; luego el clero mismo y las diversas medidas ostracistas de la administración local; y por último, los diversos problemas internos relacionados con la convivencia y sobre todo relacionados con la doctrina del amor libre que, aunque en principio sostenido por todos, en la práctica, despertó muchos temores.

## Películas
- La Cecilia (1976), di Jean-Louis Comolli, Francia/Italia, con Massimo Foschi, Vittorio Mezzogiorno, Maria Carta, col., 113 mm

- Datos: Q2984628